# Yve-Alain Bois
Yve-Alain Bois (Costantina, 16 aprile 1952) è uno storico dell'arte e critico d'arte algerino.
Professore di storia dell'arte alla Harvard University.
Ha scritto importanti saggi sull'arte del XX secolo, in particolare su Matisse, Malevitch, Picasso e Mondrian, e sull'arte americana del dopoguerra: (tra gli altri: Barnett Newman, Ellsworth Kelly, Richard Serra, Robert Ryman, Brice Marden, Donald Judd, Edward Ruscha e Mel Bochner). Con Hal Foster, Rosalind Krauss e Benjamin Hd Buchloh, Yve-Alain Bois è coautore di "ARTE DAL 1900", Zanichelli 2007.
Scrive regolarmente per Artforum e October